# Scheloribates clavipectinatus
Scheloribates clavipectinatus är en kvalsterart som först beskrevs av Ewing 1907.  Scheloribates clavipectinatus ingår i släktet Scheloribates och familjen Scheloribatidae. Inga underarter finns listade i Catalogue of Life.